# Gregori de Narek
Gregori de Narek (armeni: Գրիգոր Նարեկացի, Grigor Narekatsi) (Yemişlik, Regne de Baspracània, 951 - Narekavank, Regne de Baspracània, 1003 o 1010) va ser un monjo, poeta, filòsof místic i teòleg armeni, sant de l'Església Apostòlica Armènia. Nascut dins d'una família d'escriptors, és considerat el «primer gran poeta d'Armènia». Escriví la seva obra des del monestir de Narek (Narekavank), on havia ingressat com a monjo.
És autor d'una interpretació mística del Càntic dels Càntics i de nombrosos escrits poètics. El seu llibre de pregàries, també conegut com a «Llibre de les lamentacions», un llarg poema místic de 95 seccions escrit al voltant de 977, ha estat traduït a moltes llengües. Aquest llibre, una obra dels seus anys madurs, és una de les peces definitives de la literatura armènia.

## Biografia
Gregori neix aproximadament el 950 dins d'una família d'estudiosos vinculat a l'església. El seu pare, Khorsov, era arquebisbe. Perd la seva mare molt aviat, de manera que és educat per la seva cosina, Anania de Narek, que era la fundadora del monestir i escola de la vil·la. Sent molt jove, entra al monestir de Narek conegut com a Narekavank a la costa sud-oriental del llac Van a Baspracània, Gran Armènia, avui en dia Turquia, i viu pràcticament tota la seva vida al monestir. Una mica abans del primer mil·lenni de la cristiandat, el monestir de Narek era un centre pròsper d'aprenentatge. Aquests eren temps relativament tranquils i creatius abans de les invasions turques i mongòliques que canviarien la vida dels armenis per sempre. Armènia estava experimentant un renaixement a la literatura, la pintura, l'arquitectura i la teologia, de la qual Sant Gregori era una de les figures principals. Gregori també ensenyava a l'escola monàstica. El monestir seria destruït completament durant el segle xx després del genocidi armeni.

## Llibre de pregàries / «Llibre de lamentacions»
Escrit poc abans del primer mil·lenni de la cristiandat, fa molt temps que es reconeixen les pregàries de Sant Gregori de Narek com una joia de la literatura cristiana. Sant Gregori anomenava el seu llibre una «enciclopèdia de la pregària per a totes les nacions». La seva esperança és que servirien com una guia per a la pregària de la gent de totes les nacions al voltant del món.
Sent un líder de la ben desenvolupada escola de misticisme armeni del monestir de Narek, es va plantejar a demanda dels seus contemporanis trobar una resposta a una pregunta imponderable: què és el que ells podien oferir a deu, el seu creador, que ja té tot i coneix tot millor del que ells podien mai expressar? Ell dona una resposta humil a aquesta pregunta feta pels profetes, els salmistes, els apòstols i els sants; els signes del cor, expressats en el seu Llibre de Pregàries, també anomenat Llibre de Lamentacions.
En 95 pregàries, Sant Gregori es basa en el potencial de llengua clàssica armènia per traduir els sentiments de patiment i humilitat a una oferta de paraules pensades per ser agradables a deu. No es coneix la data que va escriure el llibre, però el va acabar al voltant de 1001-1002, un any abans de la seva mort.
Per a Sant Gregori, l'objectiu absolut de la gent a la vida hauria de ser arribar a deu, arribant on sigui perquè la naturalesa humana s'uneix amb la naturalesa divina, esborrant així les diferències entre deu i la humanitat. Com a resultat, desapareixerien les dificultats de la vida terrenal. D'acord amb ell, l'assimilació de la humanitat amb deu és possible no per la lògica, sinó pels sentiments.

## Llegat
S'han atribuït nombrosos miracles i tradicions al sant, i potser és aquesta la raó per la qual hom es refereix a ell com l'«àngel vigilant de la forma humana».
El 1984-1985, Alfred Schnittke va compondre un concert per a cor mixt cantant els versos del Llibre de Lamentacions de Sant Gregori traduïts al rus per Naum Grebnev.

## Reconeixement per l'església catòlica
Es venera a Gregori de Narek com a sant de l'Església Apostòlica Armènia i es reconeix com a sant a l'Església Catòlica Romana. El seu nom està a la llista oficial de sants del 27 de febrer al martirologi romà.
El papa sant Joan Pau II es va referir a Gregori de Narek en diverses audiències així com a la seva encíclica Redemptoris Mater i a la seva Carta apostòlica per al 1.700è aniversari del baptisme del poble armeni.
Se'l menciona pel seu nom a l'article 2679 del Catecisme de l'Església Catòlica.
El 21 de febrer de 2015 Sant Gregori de Narek va ser anonmenat Doctor de l'Església catòlica pel papa Francesc. L'atorgament d'aquest títol no és una canonització, ja que ja figurava com a sant al Martirologi Romà.

## Traduccions
- Grigor Narekatsi. Lamentations of Narek. Mystic Soliloquies with God. Editat i traduït per Mischa Kudian. Mashtots Press. Londres 1977. (en anglès)
- Grigor Narekatsi. Kniga Skorbi, traduït al rus per Naum Grebnev, Prefaci per Levon Mkrtchian i Sovetakan Grokh, Erevan, 1977 (en rus)
- St. Grigor Narekatsi. Speaking with God from the Depths of the Heart. Traducció i introducció per Thomas Samuelian. Erevan: Vem, 2001. (en anglès)
- Kéchichian, Isaac, s.j. (introducció, traducció i notes). Grégoire de Narek: Le Livre de Prières. Paris: Editions du Cerf, 1961. (en francès)
- Mahé, Annie et Jean-Pierre (introducció, traducció i notes). Grégoire de Narek: Tragédie, Matean Olbergut'ean, Le Livre de lamentation. Lovaina: Peters, 2000 (Corpus Scriptorum Christianorum Orientalium; vol. 584. Subsidia, t. 106). (en francès)
- Samwel Poghosyan, "My Narekaci" Erevan, 2007 (en armeni)

## Enregistraments
- Alfred Schnittke. Concert per a cor (Concert per a cor mixt). Valery Polyansky dirigeix la Cappella Simfònica Estatal Russa. Duració: 45 minuts (43'44").CHANDOS CHAN 9332 (CD)
- Alfred Schnittke. Concerto per a cor. Cor de la Ràdio Nacional Danesa amb Stefan Parkman. Chandos Records CHAN 9126. © 1992 Chandos Records (CD)
- Alfred Schnittke. Composicions per a cor a cappella. Concert per a cor en 4 parts, versos per Grigor Narekatsi, LLibre de Lamentacions, o Kniga Skorbi,

traduït al rus per Naum Grebnev, Cor de Càmera del Conservatori Tchaikovsky de Moscú. Director d'art i conductor: Boris Tevlin. Director de so: Petr Kondrashin. SFT. © Boris Tevlin 2002. (CD)
- Col·lecció de cançons on cada vers s'omple amb dolor, arreglat per Quartet Kronos (David Harrington, 1997) d'Alfred Schnittke's "Concert per a cor mixt" Registrat: 1993–97 Duració – 8 min 13 sec Estudi / En viu: Estudi. Intèrprets: Dutt, Hank — Viola; Harrington, David — Violí; Jeanrenaud, Joan — Cello; Sherba, John — Violí.